# Vadim Cemîrtan
Vadim Cemîrtan (sinh ngày 21 tháng 7 năm 1987, Tighina, Moldavian SSR) là một tiền đạo bóng đá người Moldova thi đấu cho FC Bunyodkor.

## Thống kê sự nghiệp

### Quốc tế
| Đội tuyển quốc gia Moldova | Đội tuyển quốc gia Moldova | Đội tuyển quốc gia Moldova |
| Năm                        | Số trận                    | Bàn thắng                  |
| -------------------------- | -------------------------- | -------------------------- |
| 2016                       | 2                          | 0                          |
| Tổng                       | 2                          | 0                          |

Thống kê chính xác đến trận đấu diễn ra ngày 28 tháng 3 năm 2017